# Ulica Łobzowska w Krakowie
Ulica Łobzowska – ulica w Krakowie, w dzielnicy I Stare Miasto, na Piasku i w dzielnicy V Krowodrza na Nowej Wsi. 
Biegnie od skrzyżowaniu z ulicą Garbarską i prowadzi na północny zachód, w kierunku alei Juliusza Słowackiego i za skrzyżowaniem z nią do placu Teodora Axentowicza, za którym jej  przedłużeniem staje się ulica Kazimierza Wielkiego.

## Historia
Ulica znajduje się na obszarze dawnej podkrakowskiej jurydyki miejskiej Garbary. Wytyczona została śladem wcześniejszej, istniejącej w tym miejscu od co najmniej XIV wieku podmiejskiej drogi prowadzącej wzdłuż brzegu Rudawy, a konkretnie jej odnogi – Młynówki Królewskiej. W średniowieczu tereny, po których prowadzi, nazywano Półwsiem (Media Villa alias Poluwszye). Pierwsza wzmianka o ulicy Półwsie pochodzi z 1414 roku. W 1498 roku staraniem profesora Akademii Krakowskiej, Jana Welsa, ufundowano kościół św. Piotra Małego. W ostatecznie niezrealizowanym zamierzeniu Welsa miał to być kościół cmentarny dla całego Krakowa. Kościół był wielokrotnie niszczony – w 1587, podczas najazdu księcia Maksymiliana Habsburga, podczas potopu szwedzkiego w latach 1655–1657 i w czasie III wojny północnej w 1702. Ostatecznie kościół zburzono w 1801 roku. Obecnie w tym miejscu znajduje się kościół Zmartwychwstania Pańskiego. Od wspomnianego kościoła ulicę zaczęto w XVII wieku nazywać ulicą za kościołem św. Piotra, następnie ulicą św. Piotra. Obecną nazwę nadano w 1858 roku. W latach 50. XX wieku wytyczono przecznicę od ulicy Łobzowskiej, na wschodnim przedłużeniu ulicy Siemiradzkiego, zakończoną ślepo, którą nazywano ulicą Łobzowską Boczną – w 1965 roku została przemianowana na ulicę Władysława Spasowskiego. W 2018 roku przy ulicy oddano do użytku park miejski – Ogród Kwietny.

## Zabudowa
Współczesna zabudowa ulicy ukształtowana została od drugiej połowy XIX wieku. Pierwotnie była pozbawiona funkcji handlowych, a o charakterze mieszkalnym. Stanowią ją głównie kamienice w stylu historyzmu, pochodzące z drugiej połowy XIX i początku XX wieku oraz w stylu secesji i modernizmu powstałe w wieku XX.
- ul. Łobzowska 3 – Dom Plastyków. Projektował Adolf Szyszko-Bohusz, 1928–1934.
- ul. Łobzowska 4 – Kamienica w stylu secesyjnym. Projektował Beniamin Torbe, 1904.
- ul. Łobzowska 5 – Kamienica w stylu historyzmu. Projektował Aleksander Biborski, 1902.
- ul. Łobzowska 6 – Kamienica w stylu historyzmu, ze stiukową dekoracją klatki schodowej w formie płycin wypełnionych arabeską. Projektował Maurycy Tlachna, 1899.
- ul. Łobzowska 7 – Kamienica w stylu secesyjnym. Zbudowana w miejscu dworku, w którym w 1897 roku zmarł Adam Asnyk, co upamiętnia wmurowana w 1938 roku w elewację kamienicy tablica pamiątkowa z płaskorzeźbioną głową poety autorstwa Karola Hukana. Projektował Władysław Kaczmarski jako swój dom własny, 1909.
- ul. Łobzowska 8 – Kamienica w stylu eklektycznym.
- ul. Łobzowska 9 (ul. Biskupia 1) – Podstacja elektryczna Biskupia. Projektował Jan Rzymkowski, 1908–1913.
- ul. Łobzowska 10 – Kościół Zmartwychwstania Pańskiego, zespół klasztorny zmartwychwstańców. Projektował Wandalin Beringer, 1885–1891.
- ul. Łobzowska 11 – Jasny Dom. Projektował Jan Zawiejski jako swój dom własny, 1909–1910.
- ul. Łobzowska 12–14 – Kamienica w stylu historyzmu. Projektował Wandalin Beringer jako swój dom własny, 1885–1887.
- ul. Łobzowska 15 – Kamienica. Projektował Nachman Kopald, 1907.
- ul. Łobzowska 16 – Kamienica w stylu modernistycznym. Projektował Otton Ippoldt, 1939.
- ul. Łobzowska 18 (ul. Batorego 2) – Kamienica w stylu secesyjnym. Projektował Kazimierz Zieliński, ok. 1900.
- ul. Łobzowska 19–21 – Zespół dwóch domów bliźniaczych. Projektował T. Zamojski, 1868.
- ul. Łobzowska 20 (ul. Batorego 1) – Budynek Krakowskiej Wyższej Szkoły Promocji Zdrowia, dawniej Zespół Szkół Geologicznych i Geodezyjnych. Wzniesiony w latach 1884–1886.
- ul. Łobzowska 23 – Kamienica w stylu historyzmu. Projektował Aleksander Biborski, 1891.
- ul. Łobzowska 25 – Kamienica w stylu historyzmu. Projektował Karol Żychoń, 1891.
- ul. Łobzowska 27 – Zabytkowa kamienica w stylu historyzmu.
- ul. Łobzowska 28 (ul. Siemiradzkiego 2) – Kamienica Turnauów, zrealizowana w stylu historyzmu z modnymi ówcześnie formami tzw. „renesansu północnego” dla Karoliny Turnau. Stanowi dominantę urbanistyczną. Projektował Jan Zawiejski, 1889–1890[5].
- ul. Łobzowska 30 (ul. Siemiradzkiego 1) – Dawny Dom Zdrowia dra Jana Gwiazdomorskiego. Projektował Władysław Ekielski, 1889–1890. W budynku tym 28 listopada 1907 roku zmarł Stanisław Wyspiański. Obecnie Szpital Ginekologiczno-Położniczy im. Rafała Czerwiakowskiego.
- ul. Łobzowska 31 – Kamienica w stylu historyzmu, z płaskorzeźbą wyobrażającą Adama Mickiewicza na fasadzie. Projektował Tadeusz Stryjeński, 1889.
- ul. Łobzowska 33–35 – Zespół dwóch kamienic bliźniaczych w stylu modernistycznym, z rzeźbionymi głowami na fasadzie. Projektował Leon Lieberman, 1938–1939.
- ul. Łobzowska 40 – Kościół Opieki św. Józefa, zespół klasztorny karmelitanek bosych. Projektowali Tadeusz Stryjeński i Franciszek Mączyński, 1901–1905.
- ul. Łobzowska 41 – Kamienica w stylu neorenesansowym, z ogródkiem przed fasadą. Wzniesiona w roku 1897.
- ul. Łobzowska 43 (ul. Szlak 1) – Kamienica w stylu modernistycznym. Projektował Jakub Spira, 1934.
- ul. Łobzowska 44 (al. Słowackiego 18a–20) – Starostwo Powiatowe. Projektowali Fryderyk Tadanier i Stefan Strojek, 1935–1936.

- ul. Łobzowska 45 (ul. Szlak 2) – Kamienica w stylu secesyjnym. Wzniesiona ok. 1914.
- ul. Łobzowska 47 – Kamienica z cofniętą pięcioboczną fasadą z ogródkiem w środku. Projektował Alfred Kramarski, 1912.
- ul. Łobzowska 49 – Willa o charakterze pałacyku w ogrodzie. Obecnie dom Instytutu Córek Pani Naszej z Góry Kalwarii. Wzniesiona ok. 1880.

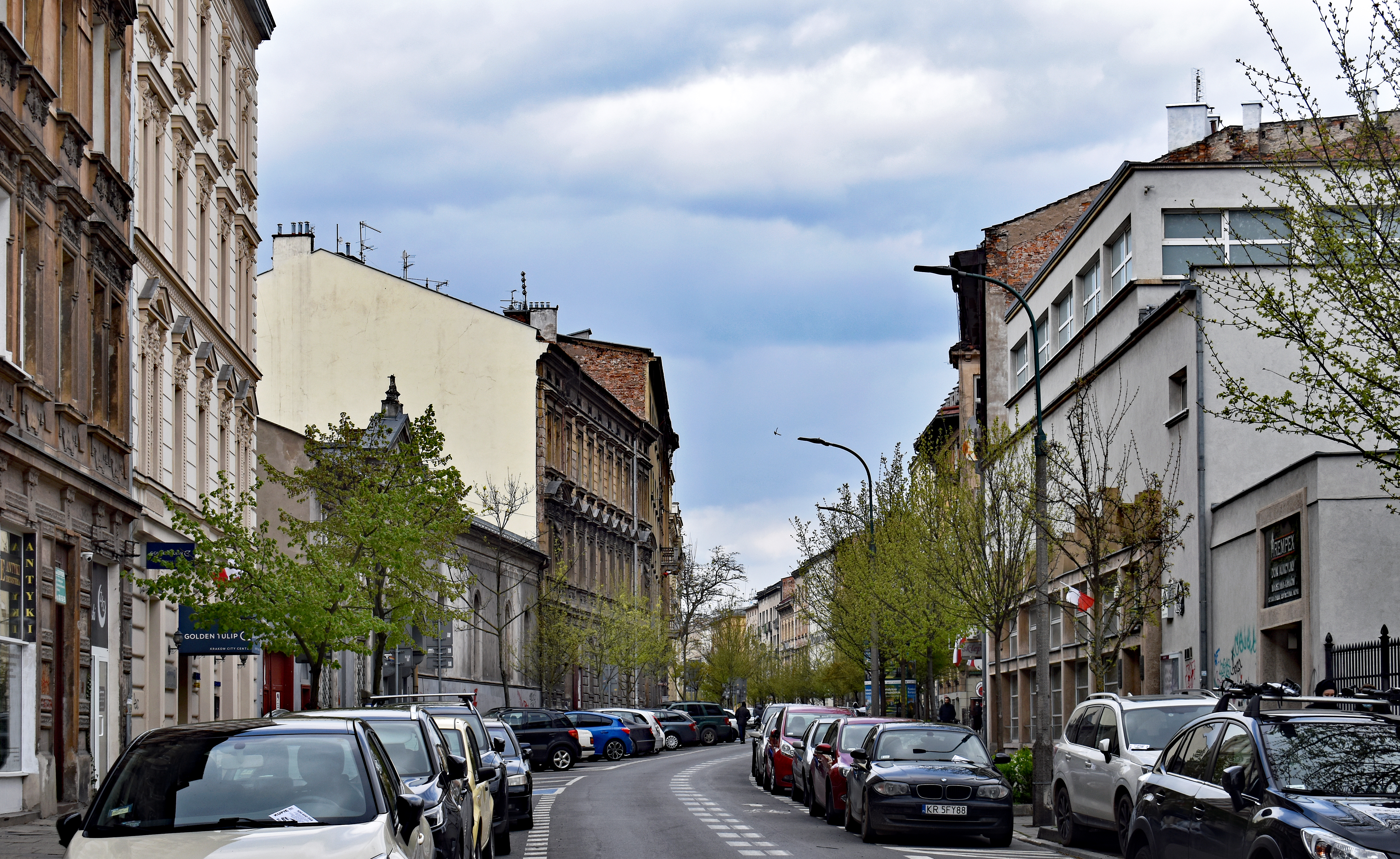
Widok na północ z ul. Garbarskiej
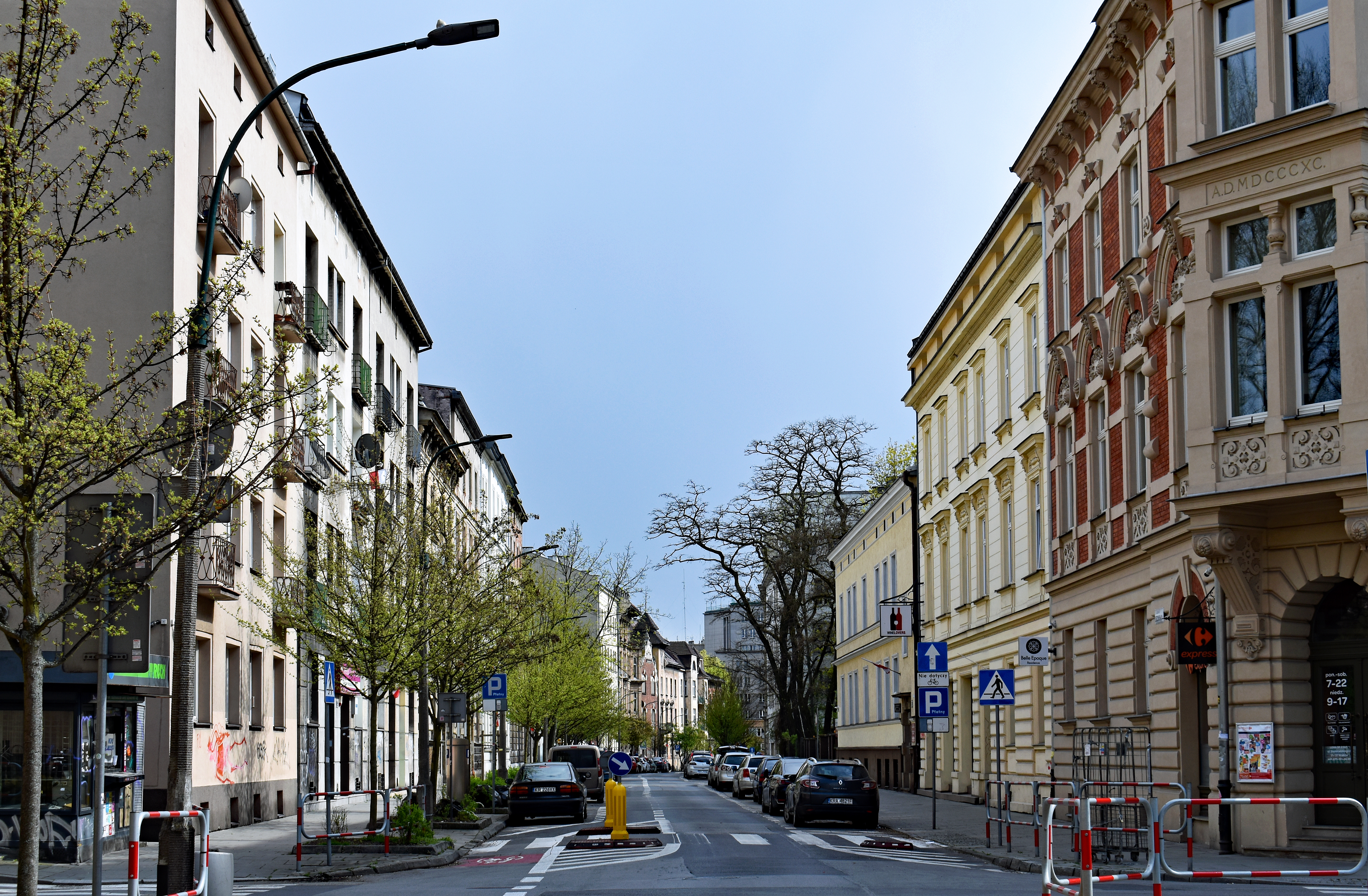
Widok na południe z ul. H. Siemiradzkiego
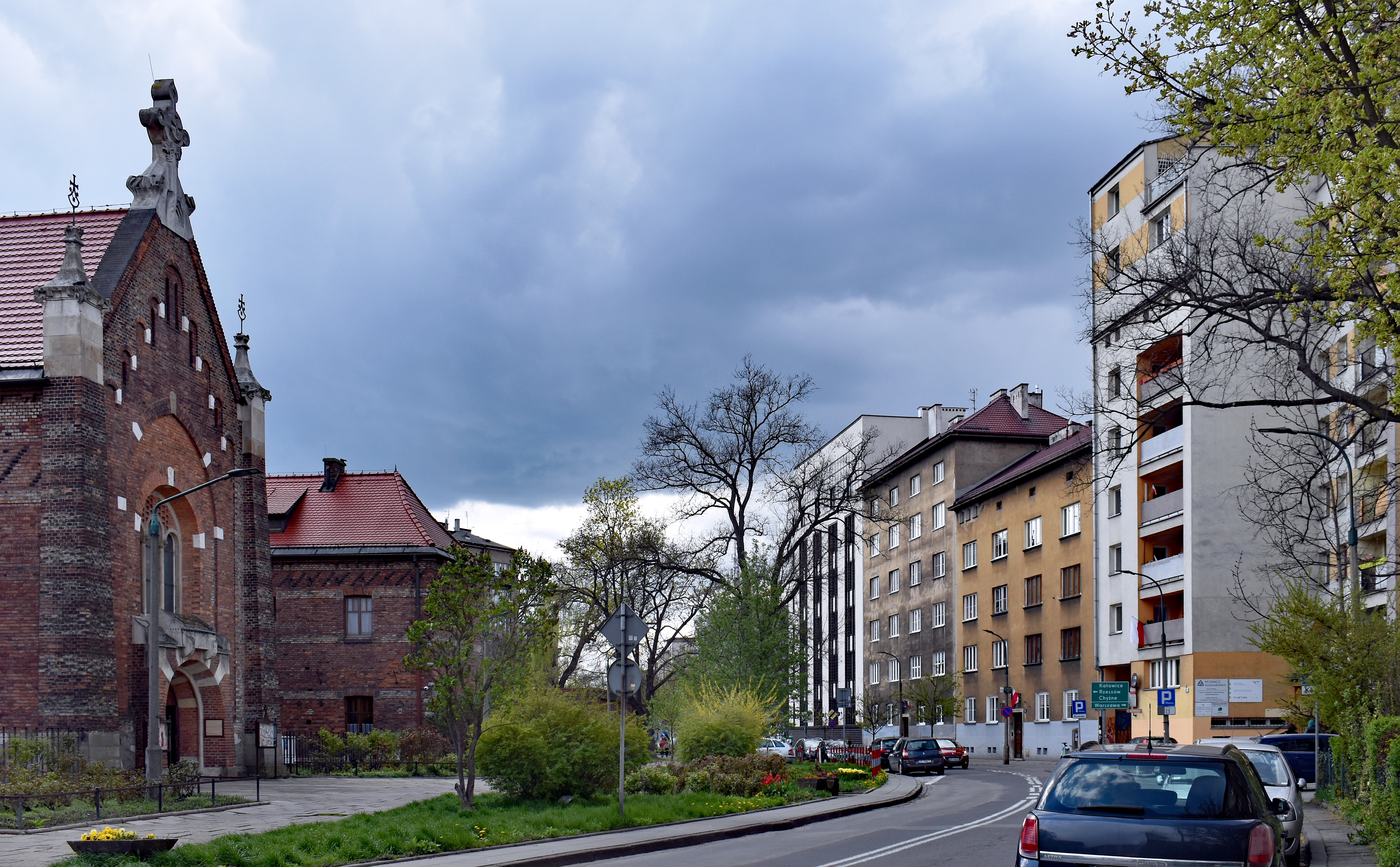
Widok na zachód z ul. św. Teresy
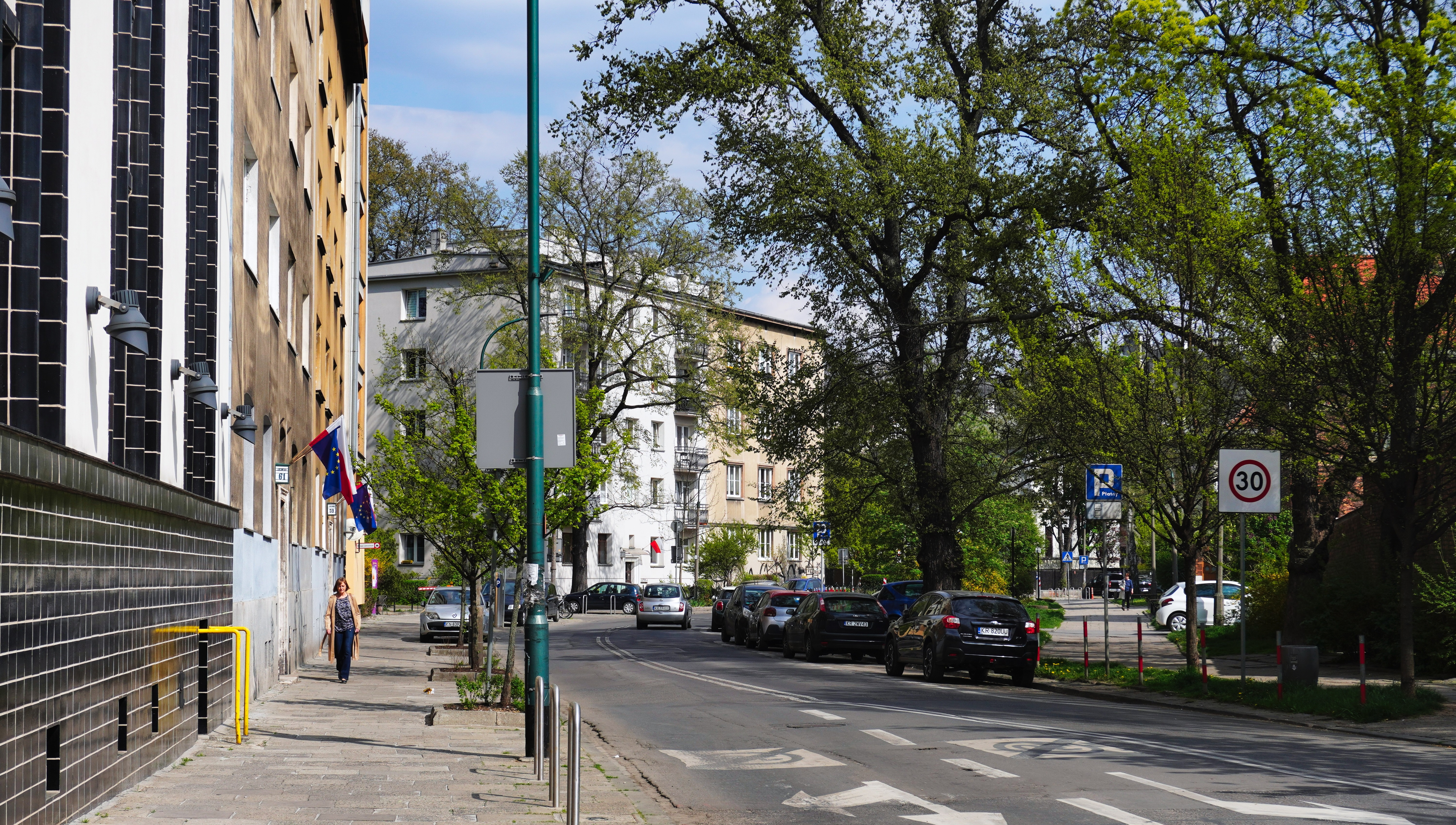
Widok od skrzyżowania z al. Słowackiego na południowy wschód
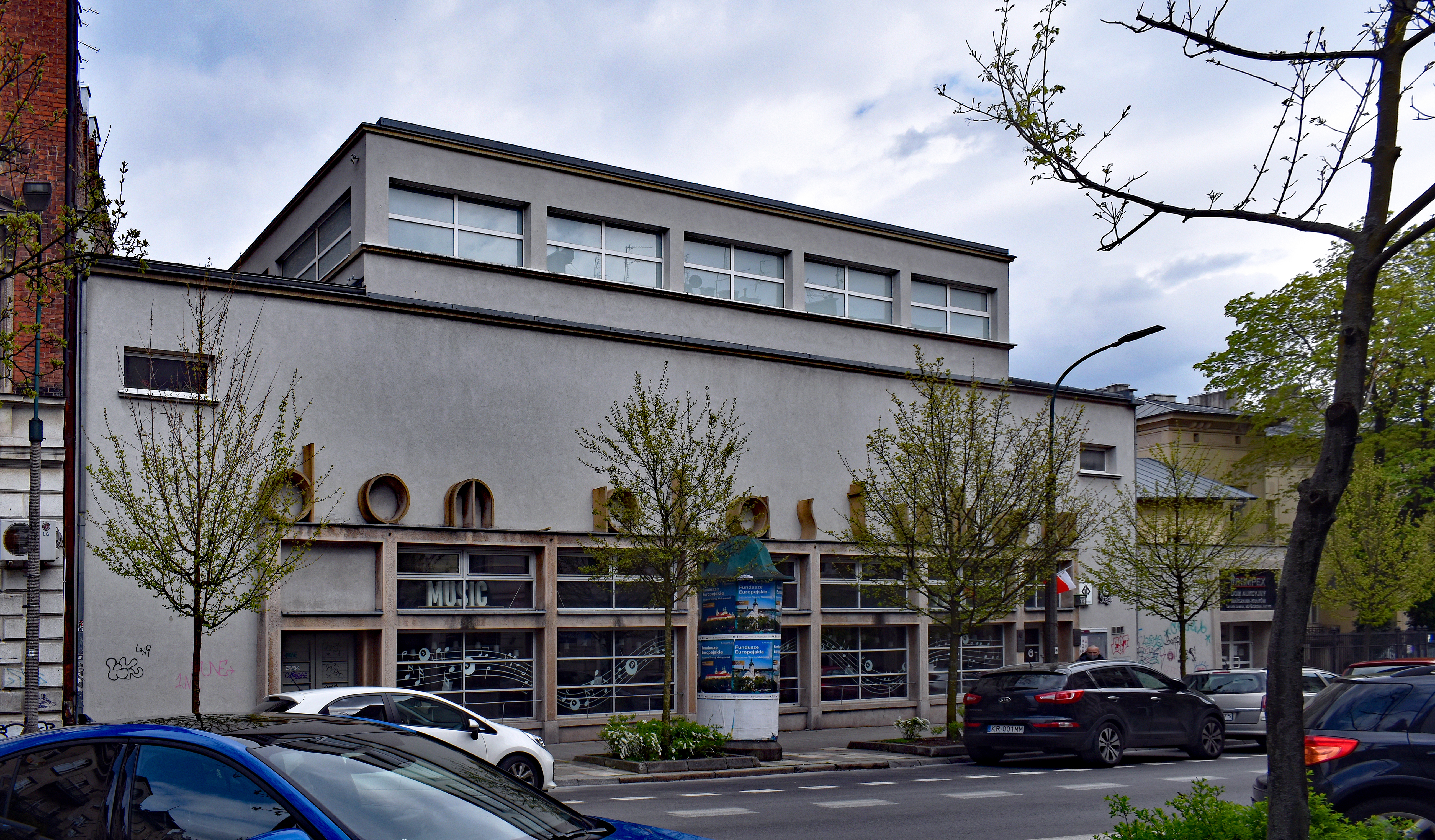
ul. Łobzowska 3 Dom Plastyka
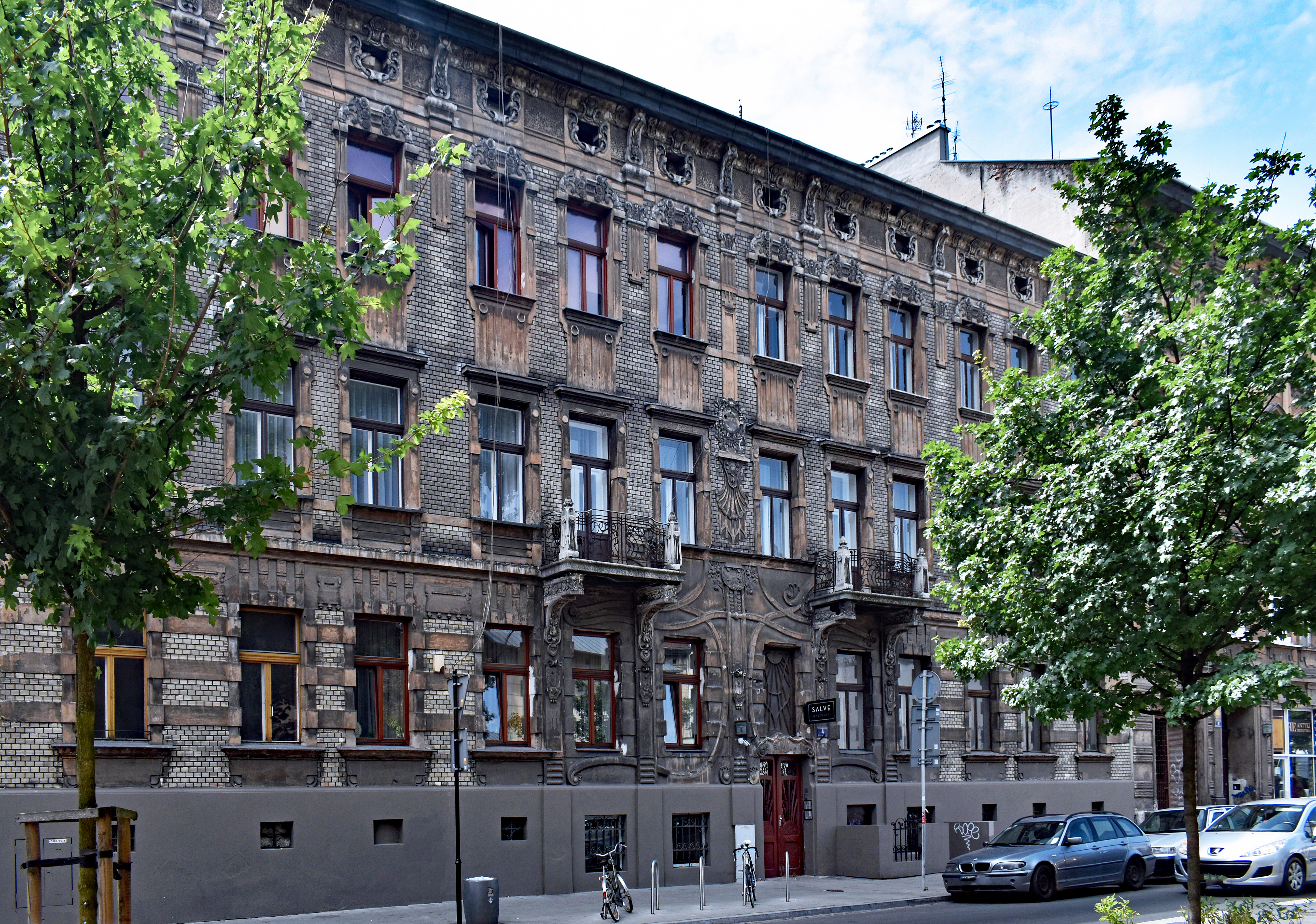
ul. Łobzowska 4 Secesyjna kamienica
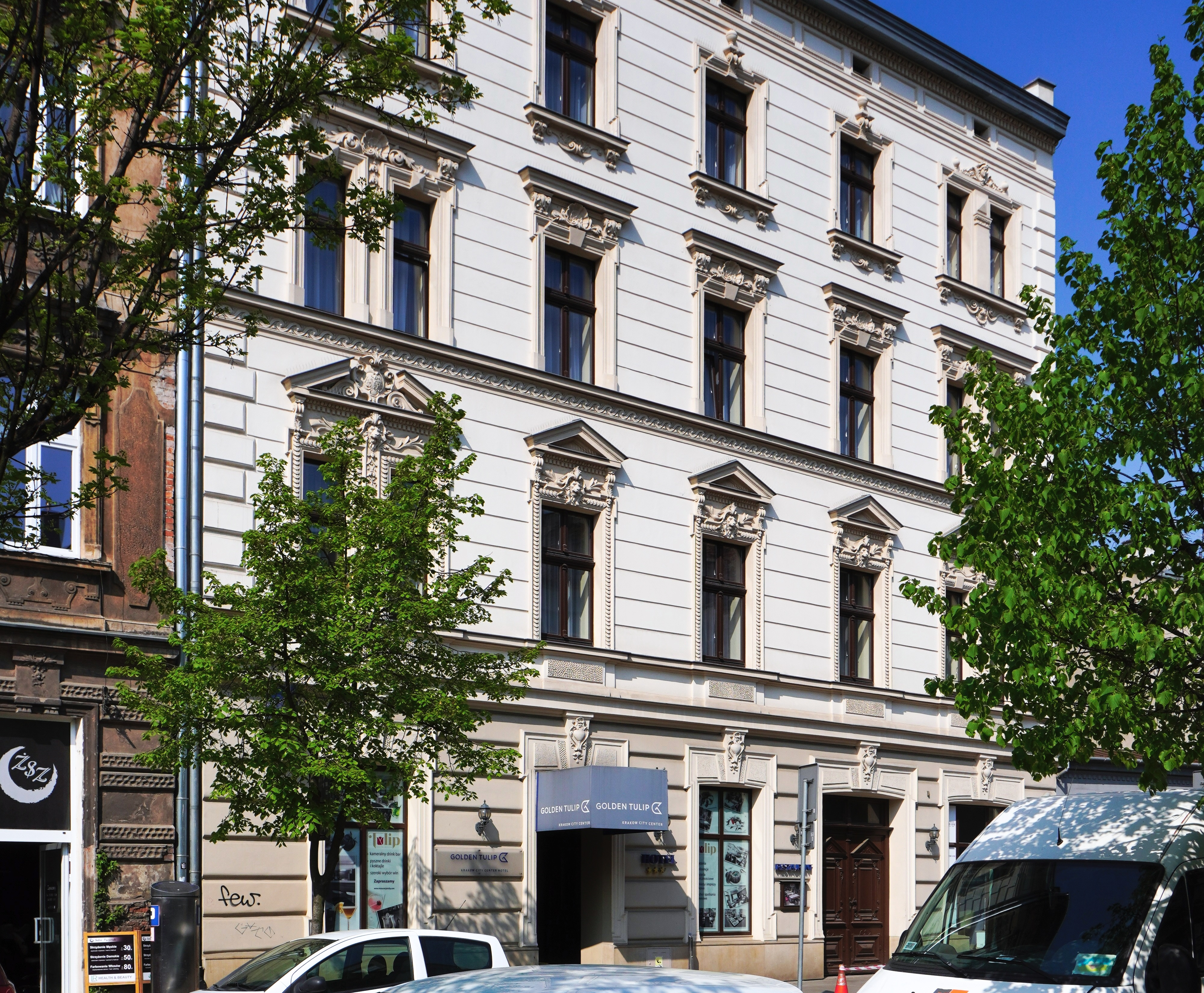
ul. Łobzowska 8 Kamienica (ok. 1890)
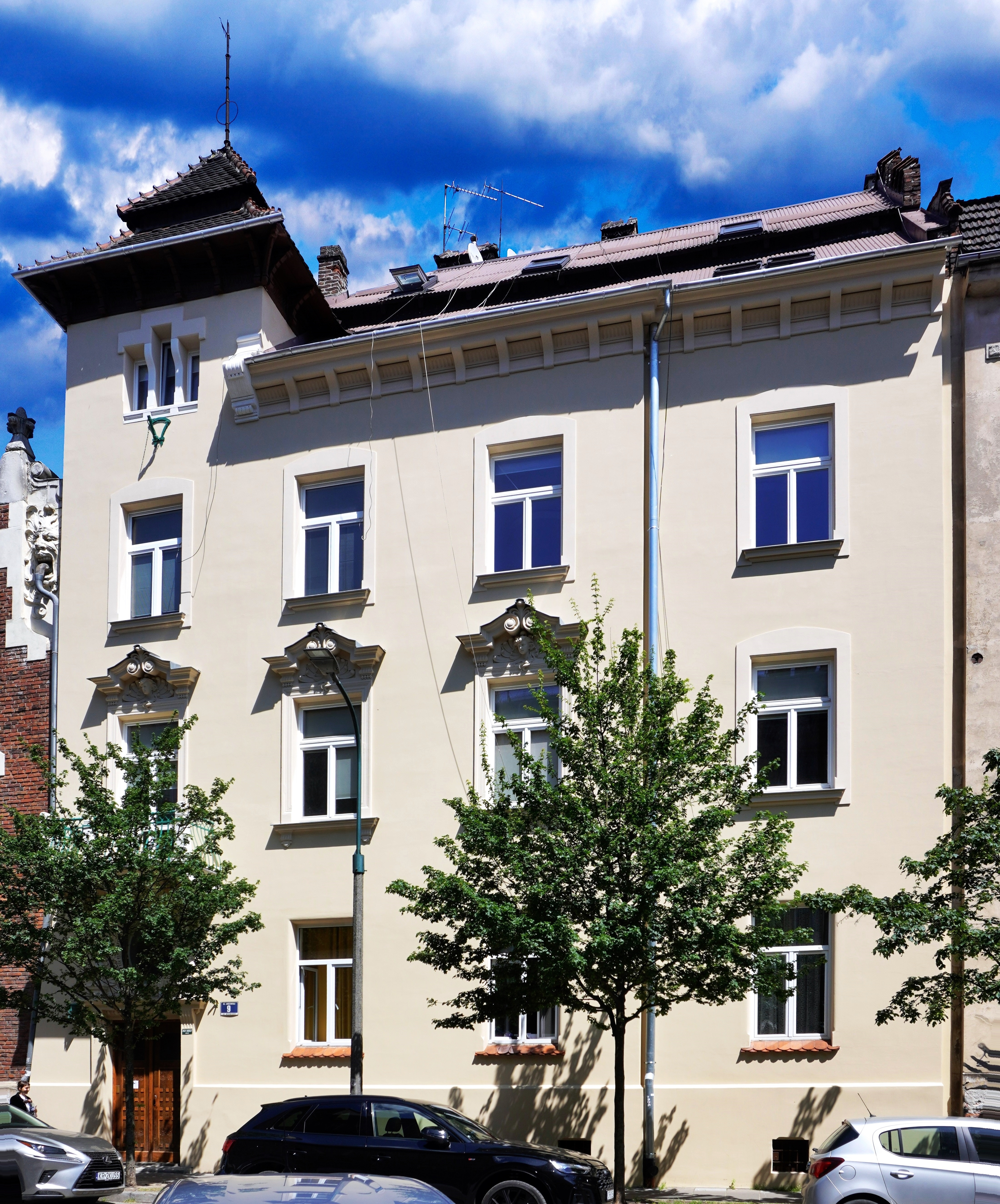
ul. Łobzowska 9 Kamienica (proj. Jan Rzymkowski, 1908–1913)
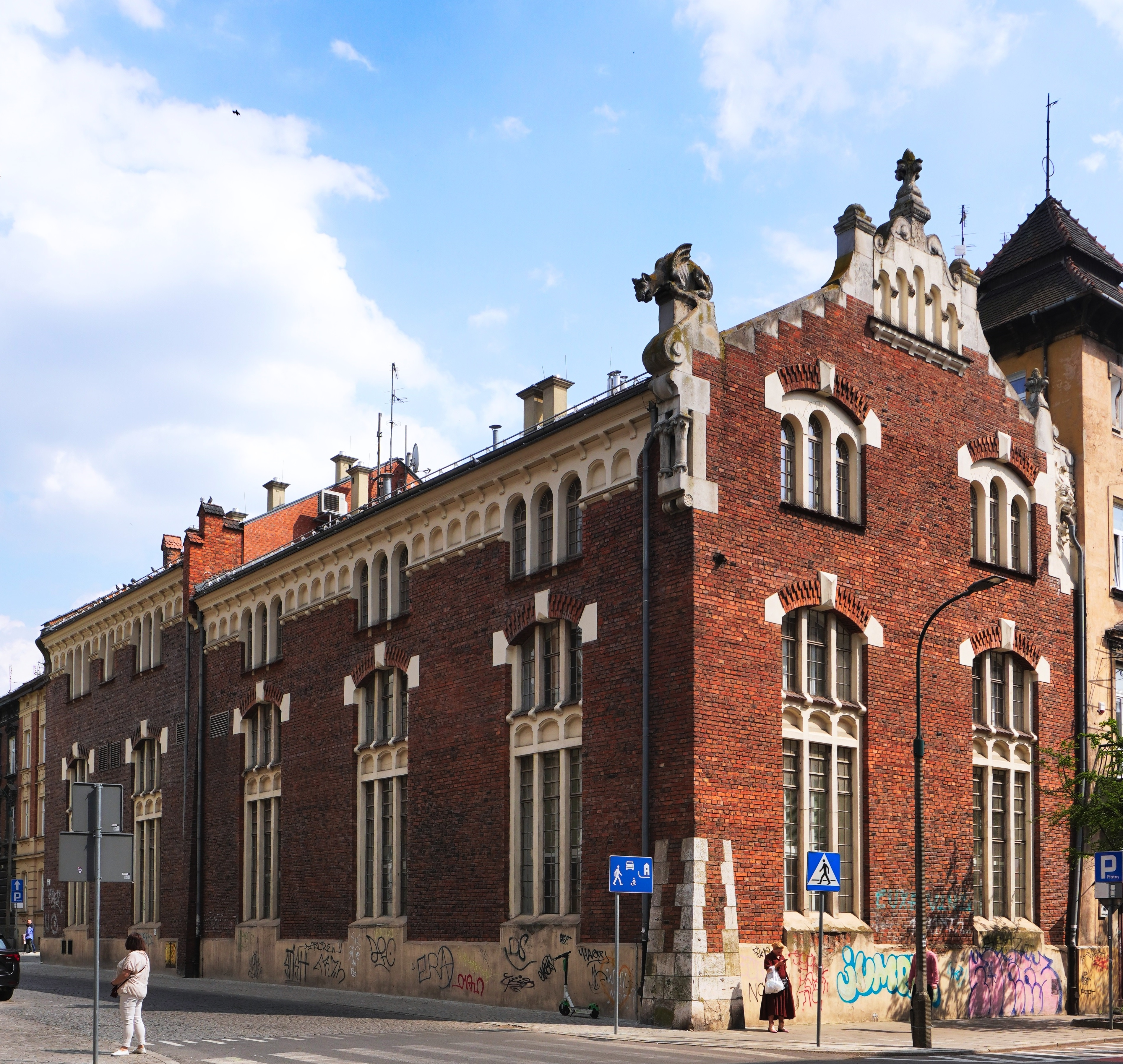
ul. Łobzowska 9 (ul. Biskupia 1) Podstacja elektryczna Biskupia (proj. Jan Rzymkowski, 1908–1913)
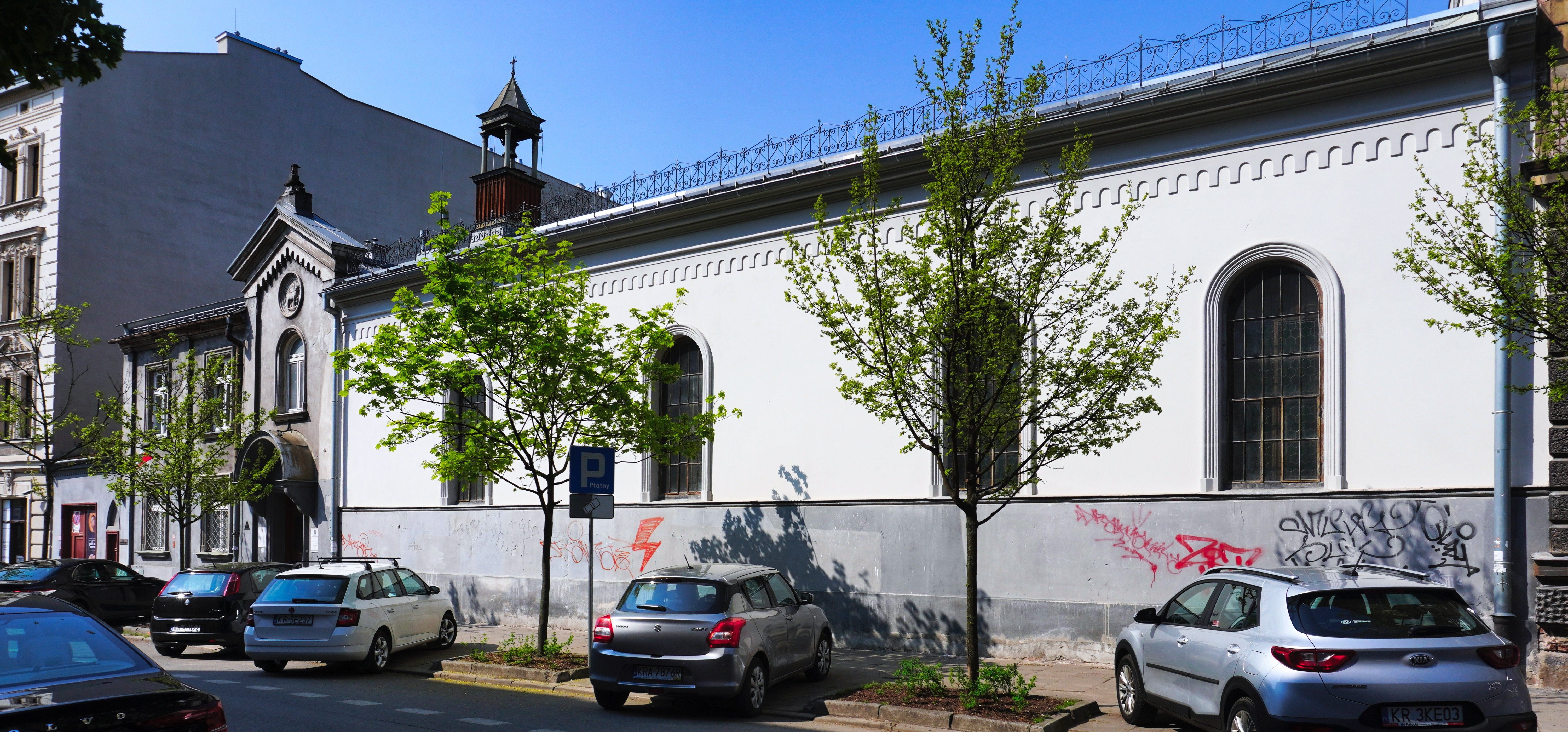
ul. Łobzowska 10 Kościół Zmartwychwstania Pańskiego i zespół klasztorny zmartwychwstańców (proj. Wandalin Beringer, 1885–1891)
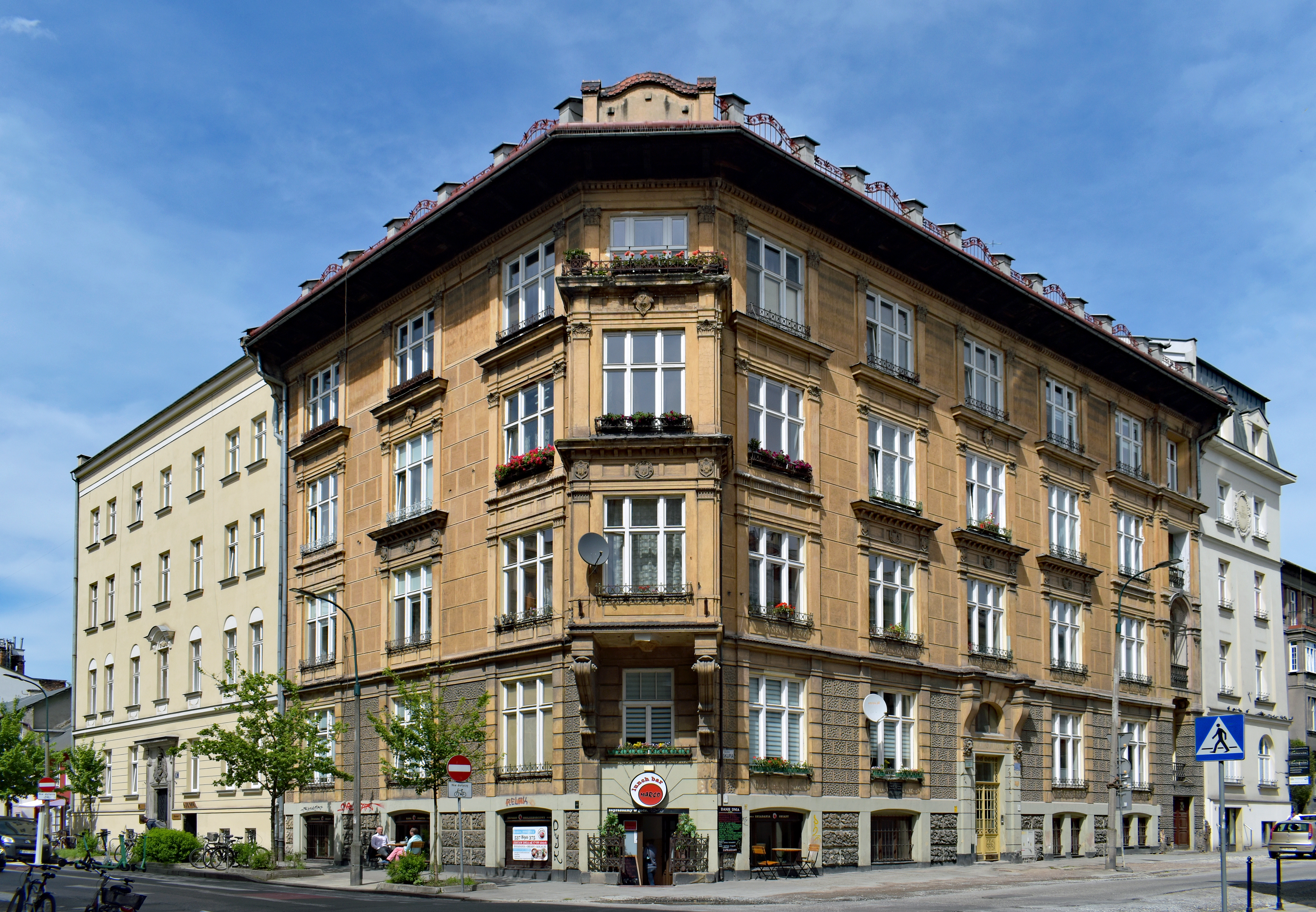
Ul. Łobzowska 11 (ul. Biskupia 2) Jasny Dom kamienica własna Jana Zawiejskiego (1909)
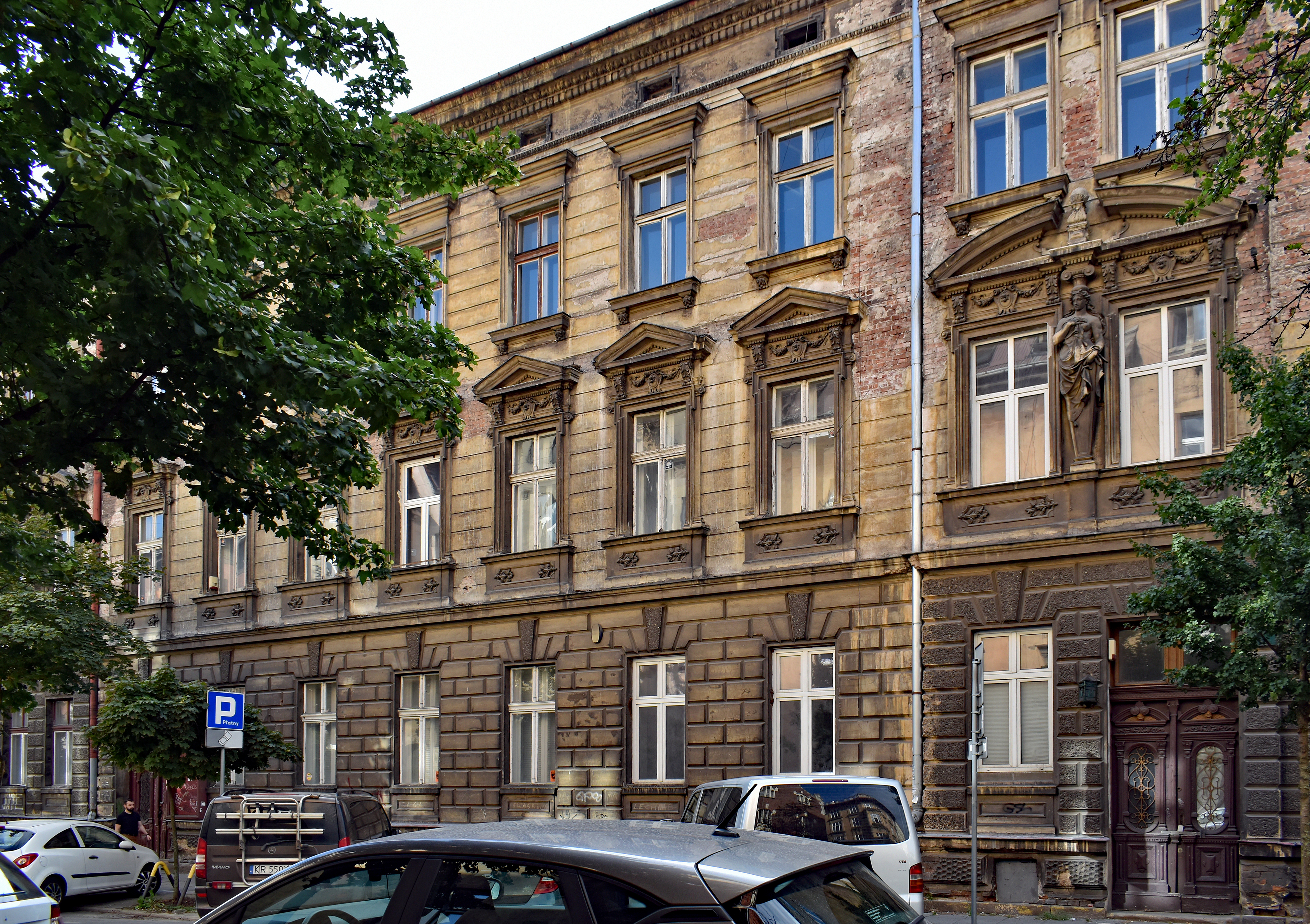
ul. Łobzowska 12-14 Kamienica własna Wandalina Beringera
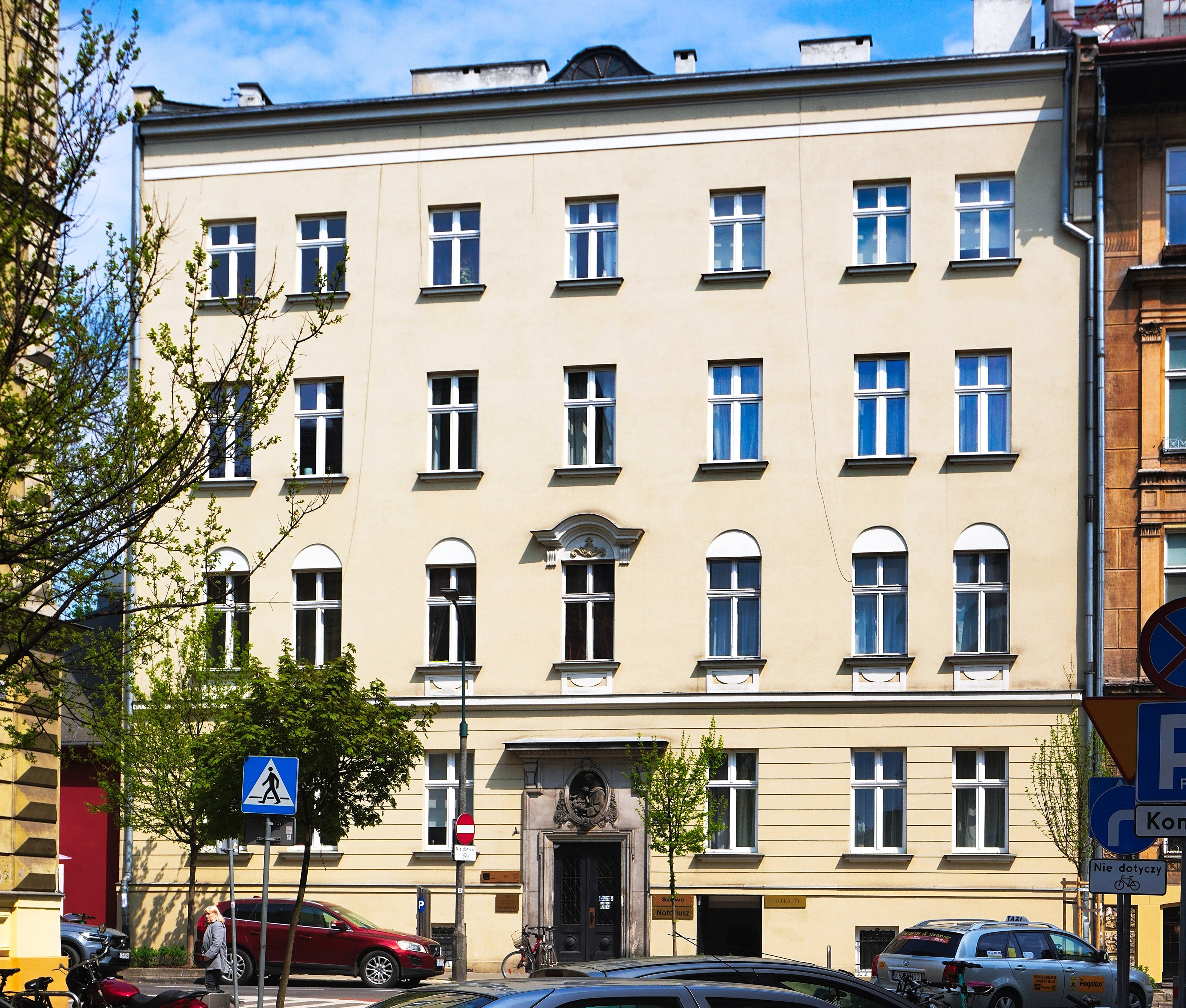
ul. Łobzowska 15 Kamienica (proj. Nachman Kopald, 1907)
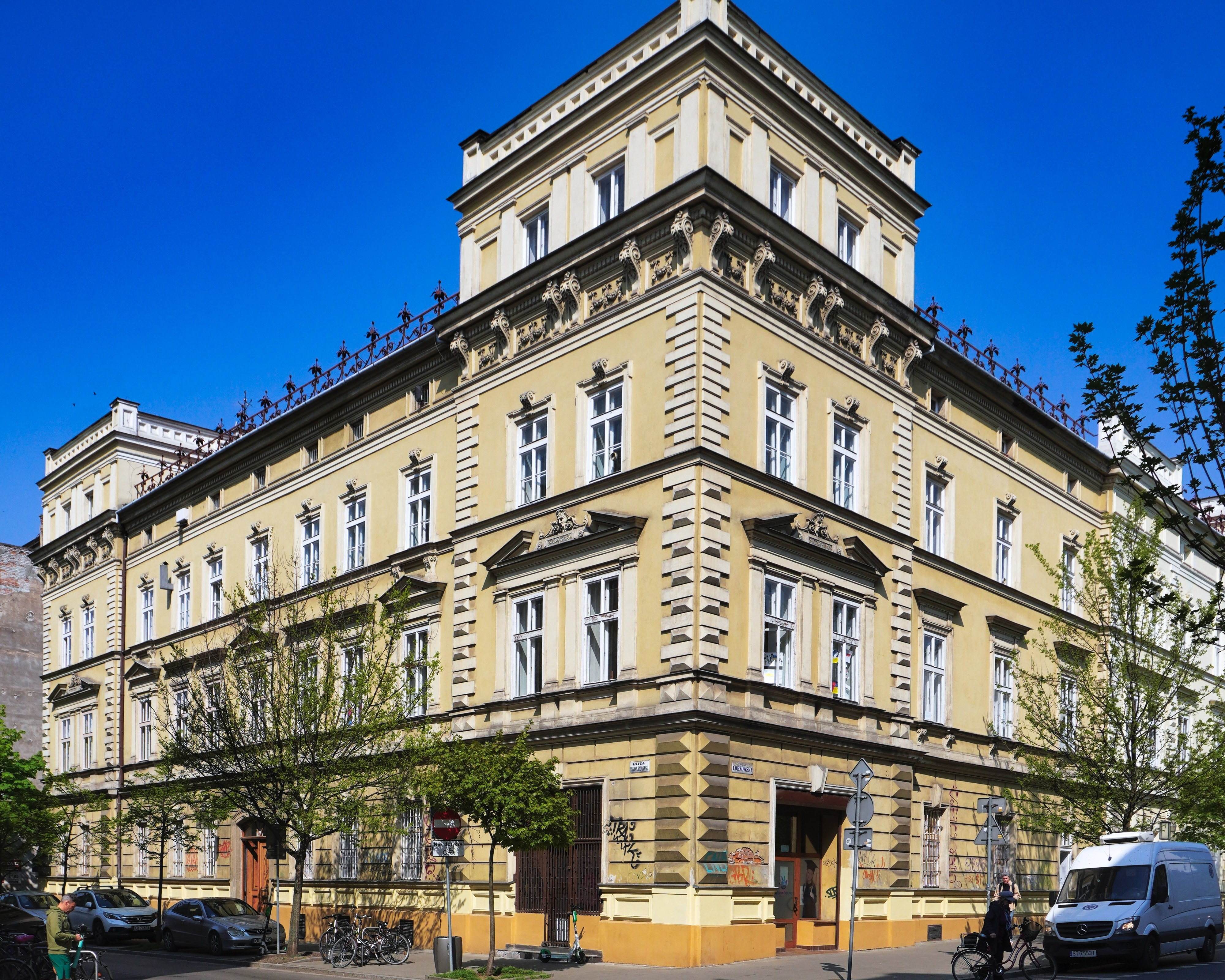
ul. Łobzowska 20 (ul. Batorego 1) Zespół budynków szkolnych (dawniej Zespół Szkół Geologicznych i Geodezyjnych)
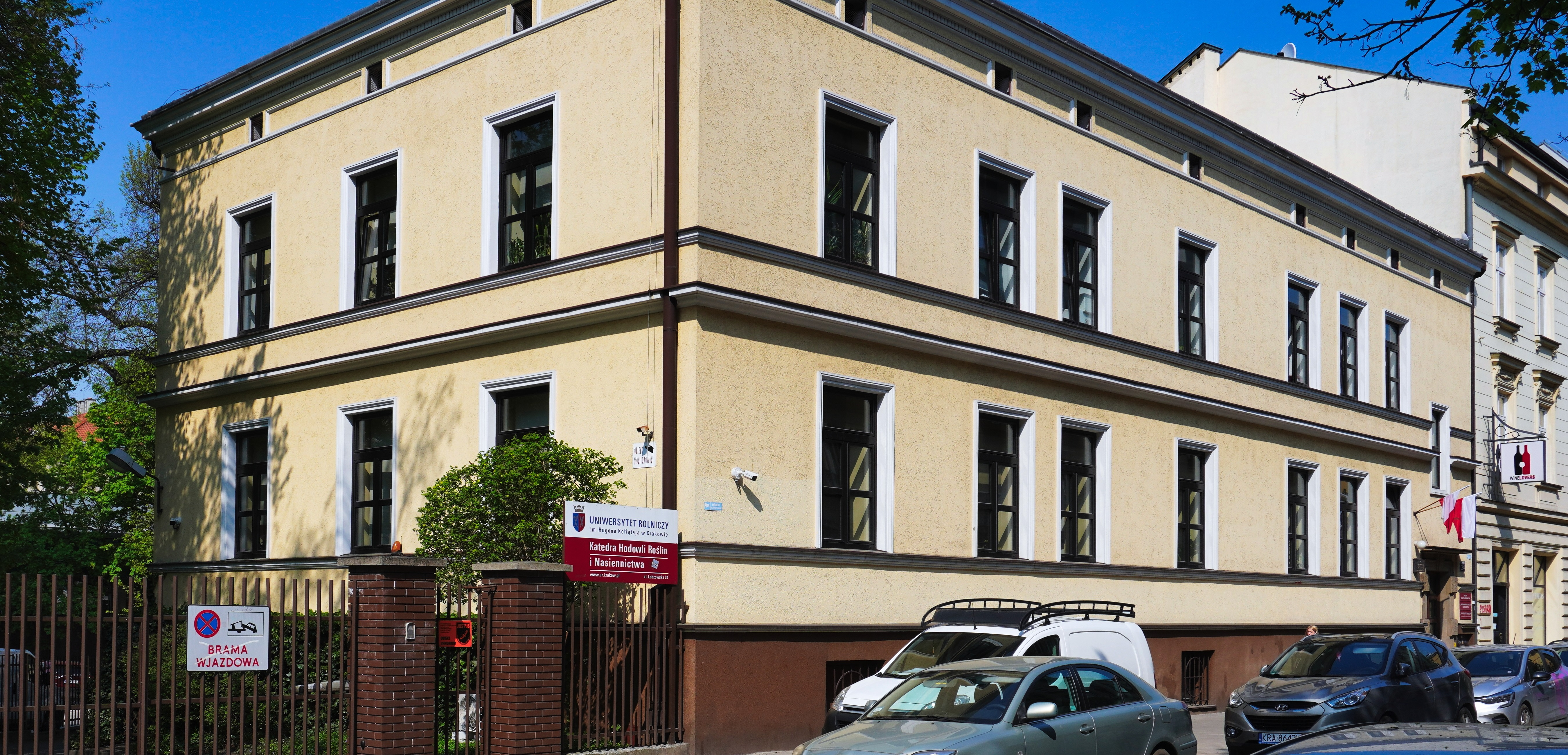
ul. Łobzowska 24 Uniwersytet Rolniczy, Katedra Hodowli Roślin i Nasiennictwa
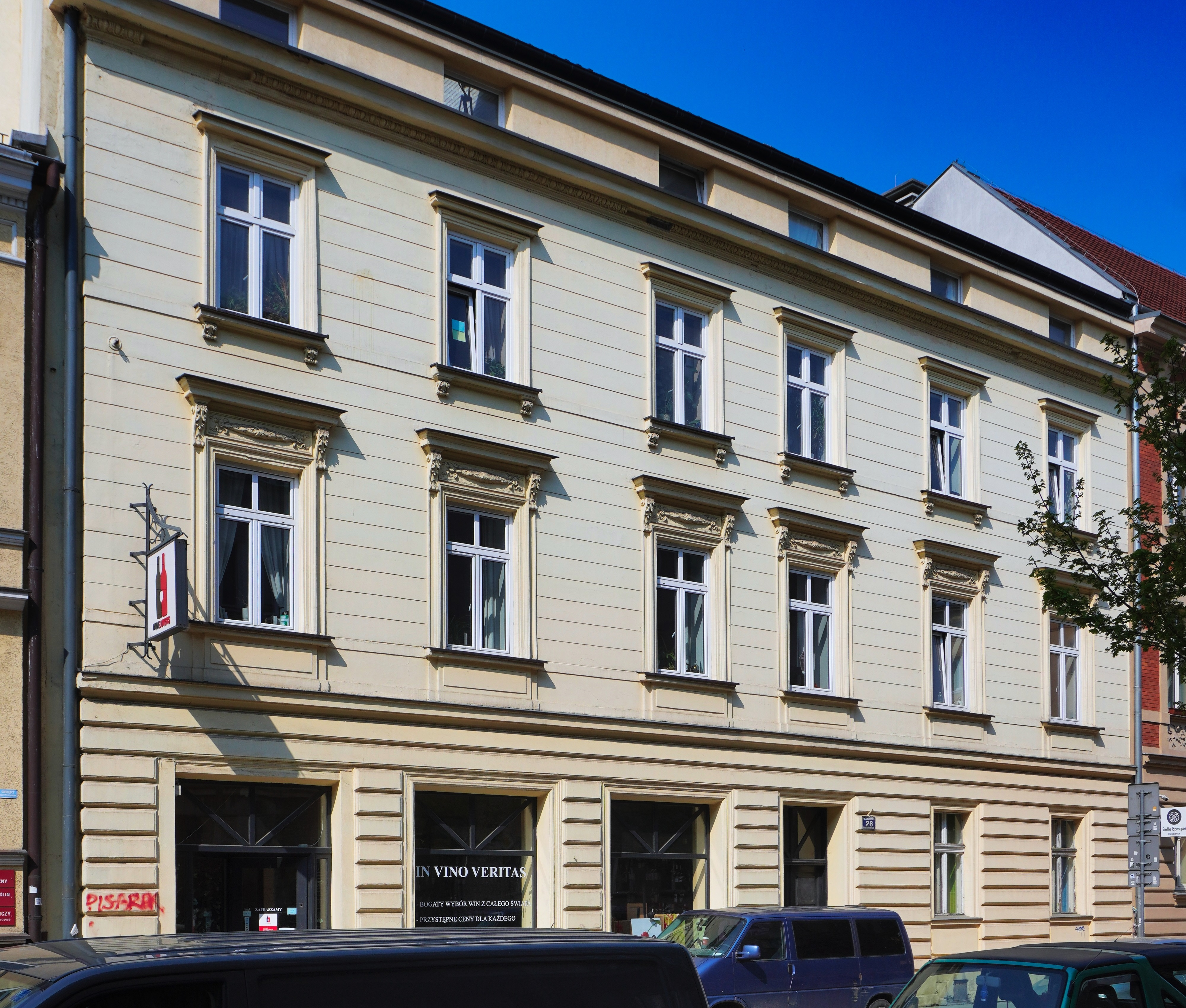
ul. Łobzowska 26 Kamienica
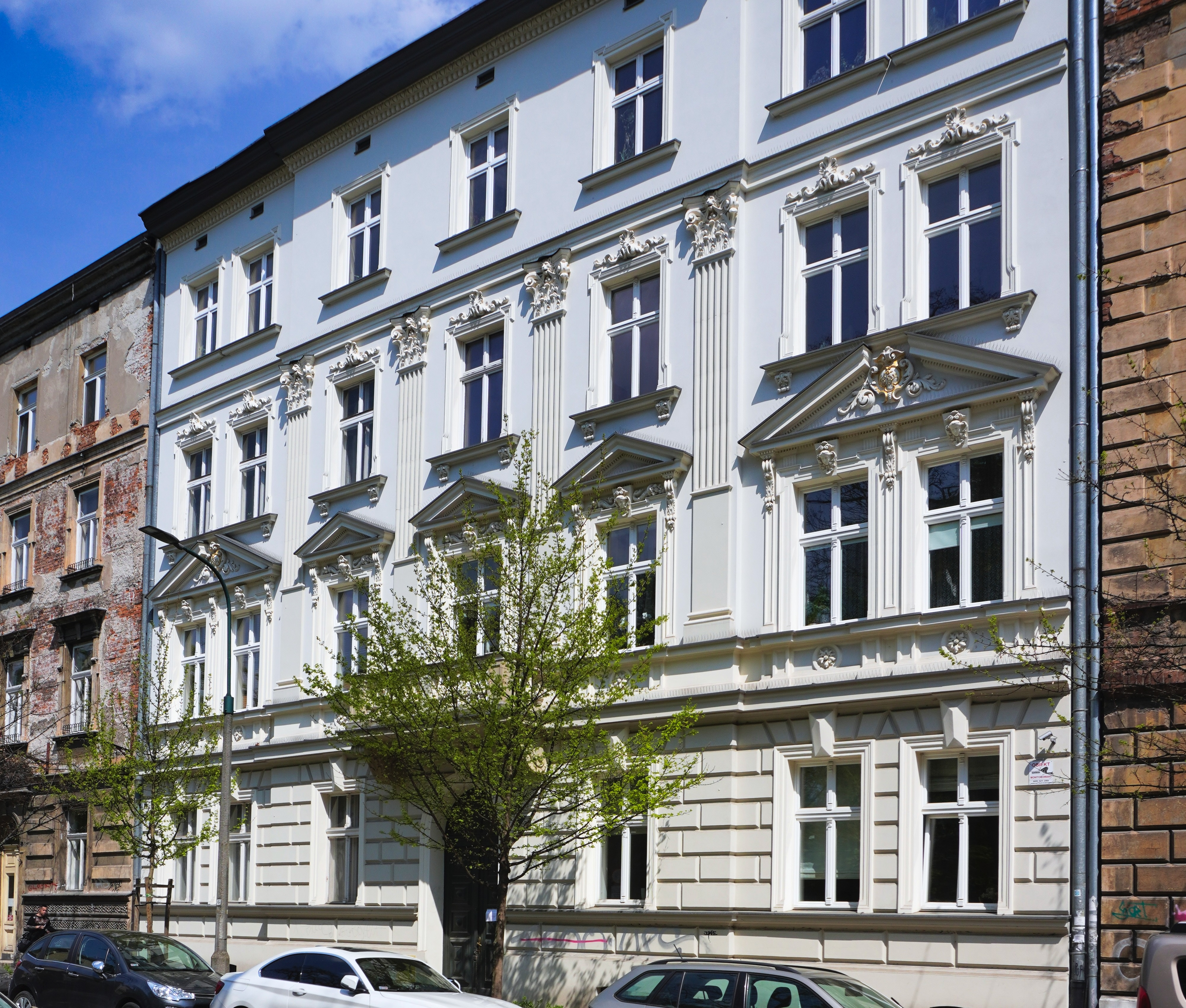
ul. Łobzowska 27 Zabytkowa kamienica (ok. 1890)
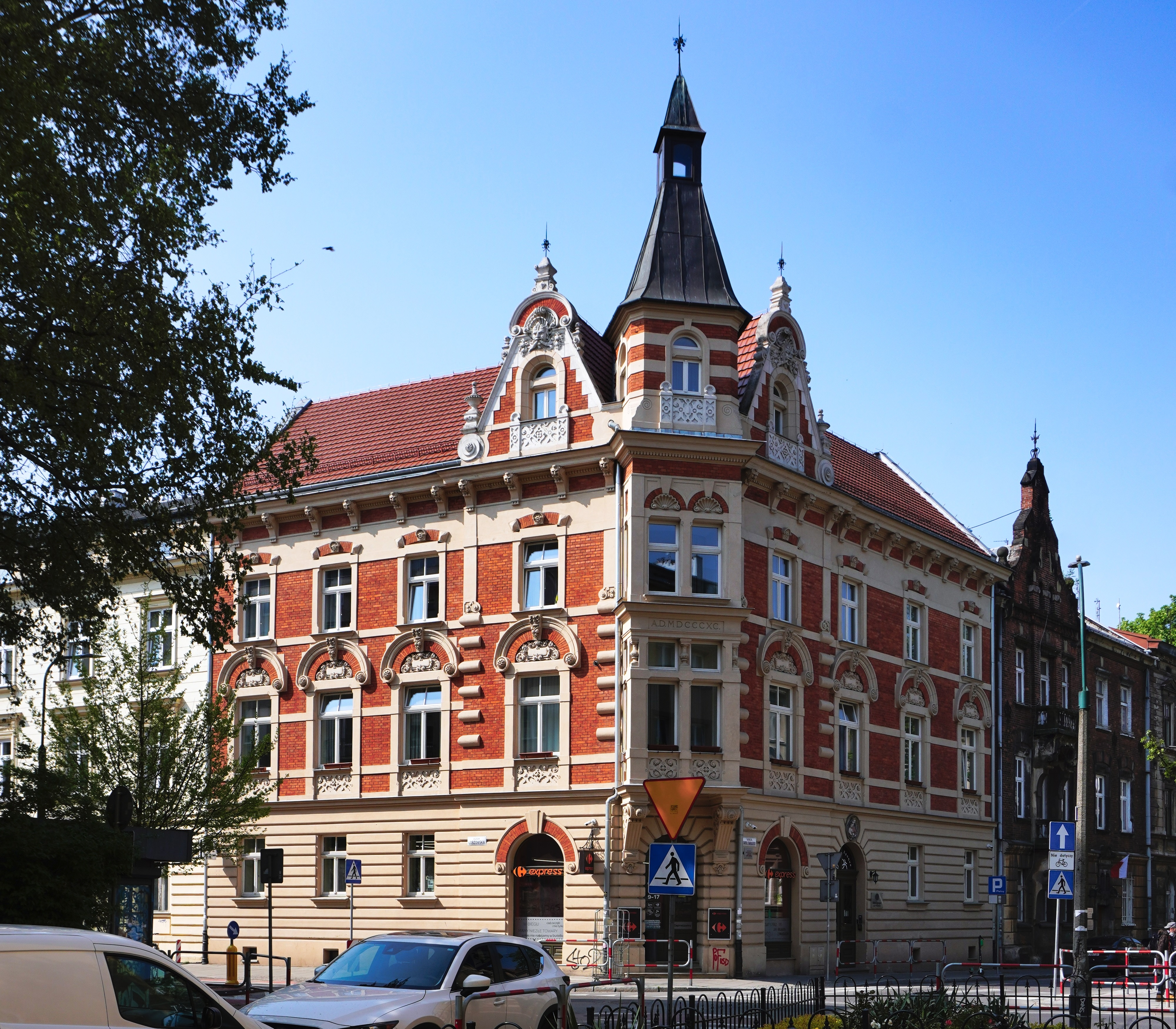
ul. Łobzowska 28 (ul. Siemiradzkiego 2) Kamienica Turnauów (proj. Jan Zawiejski, 1889–1890)
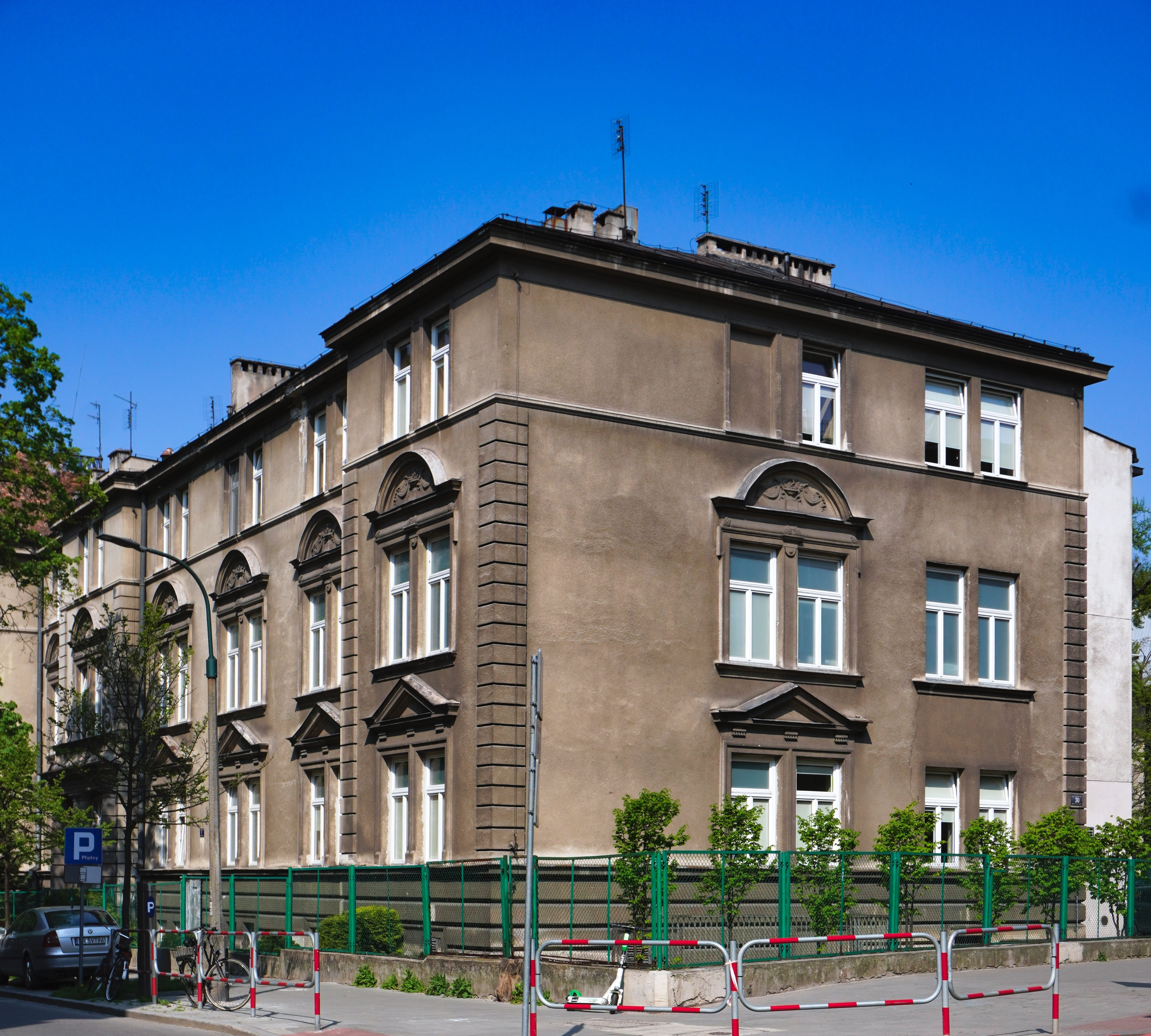
ul. Łobzowska 30 (ul. Siemiradzkiego 1) Dawny Dom Zdrowia dra Jana Gwiazdomorskiego, obecnie Szpital Ginekologiczno-Położniczy im. Rafała Czerwiakowskiego (proj. Władysław Ekielski, 1889–1890)
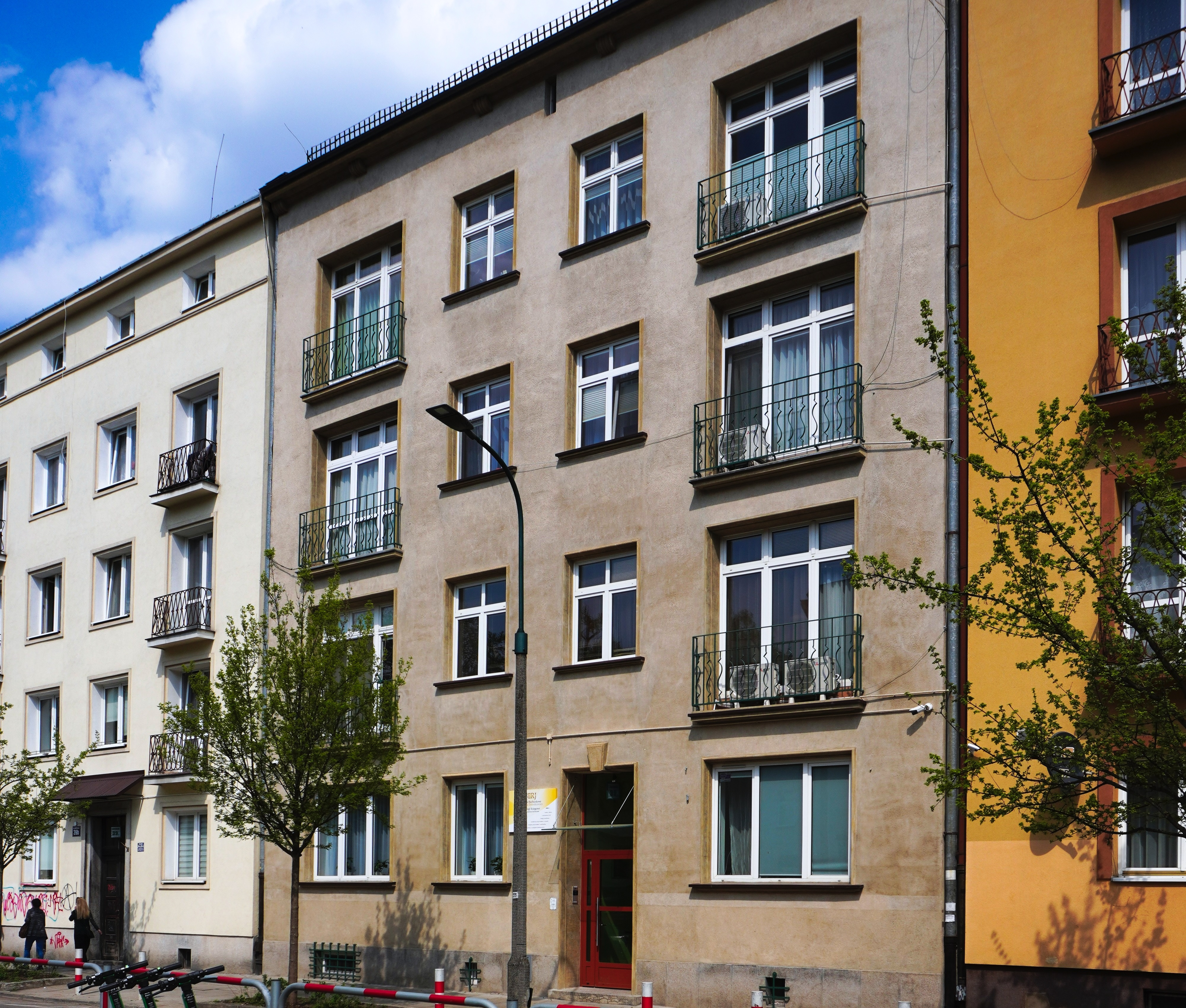
ul. Łobzowska 39a Kamienica (lata 50. XX wieku)
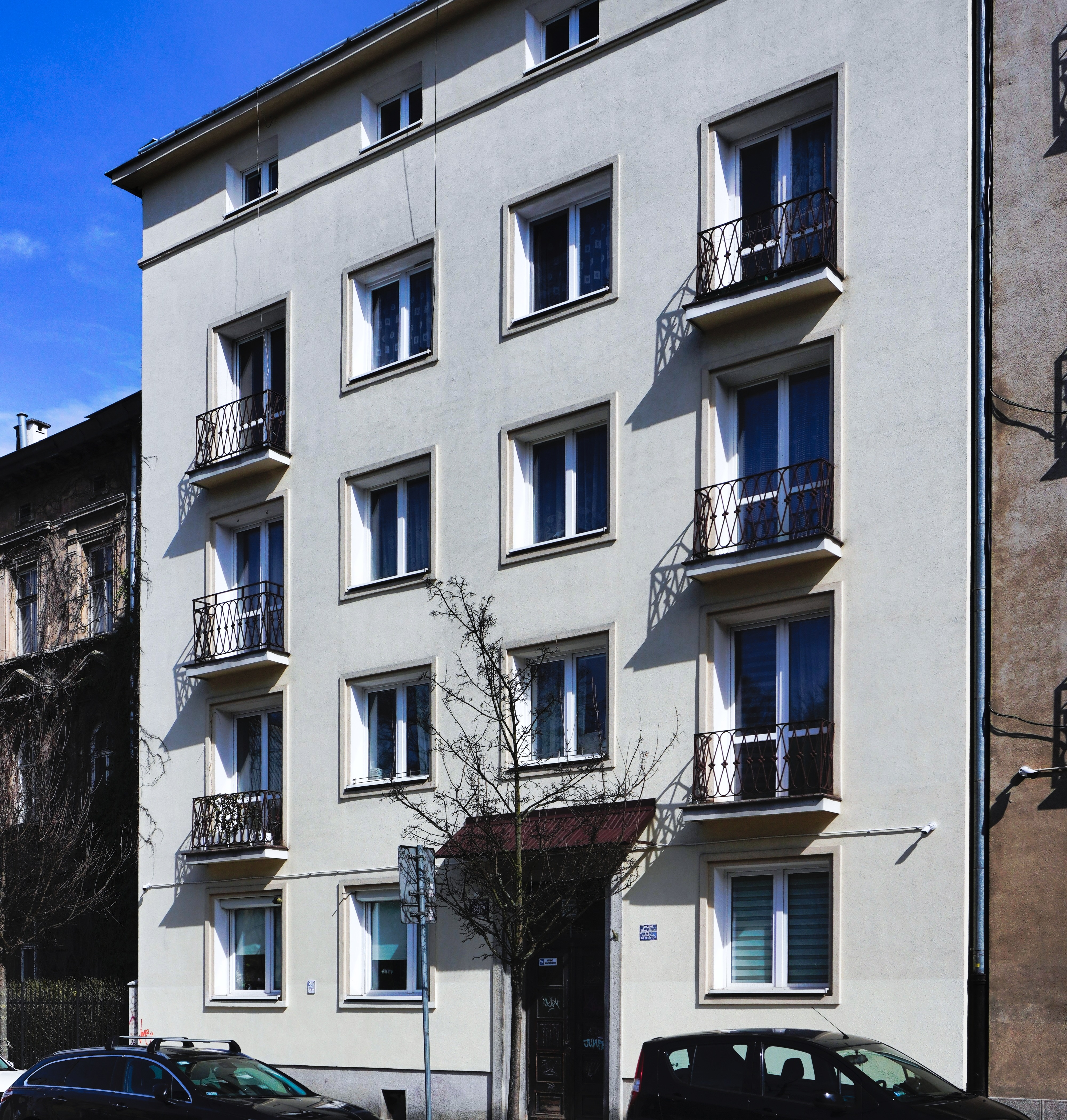
ul. Łobzowska 39b Kamienica (lata 50. XX wieku)
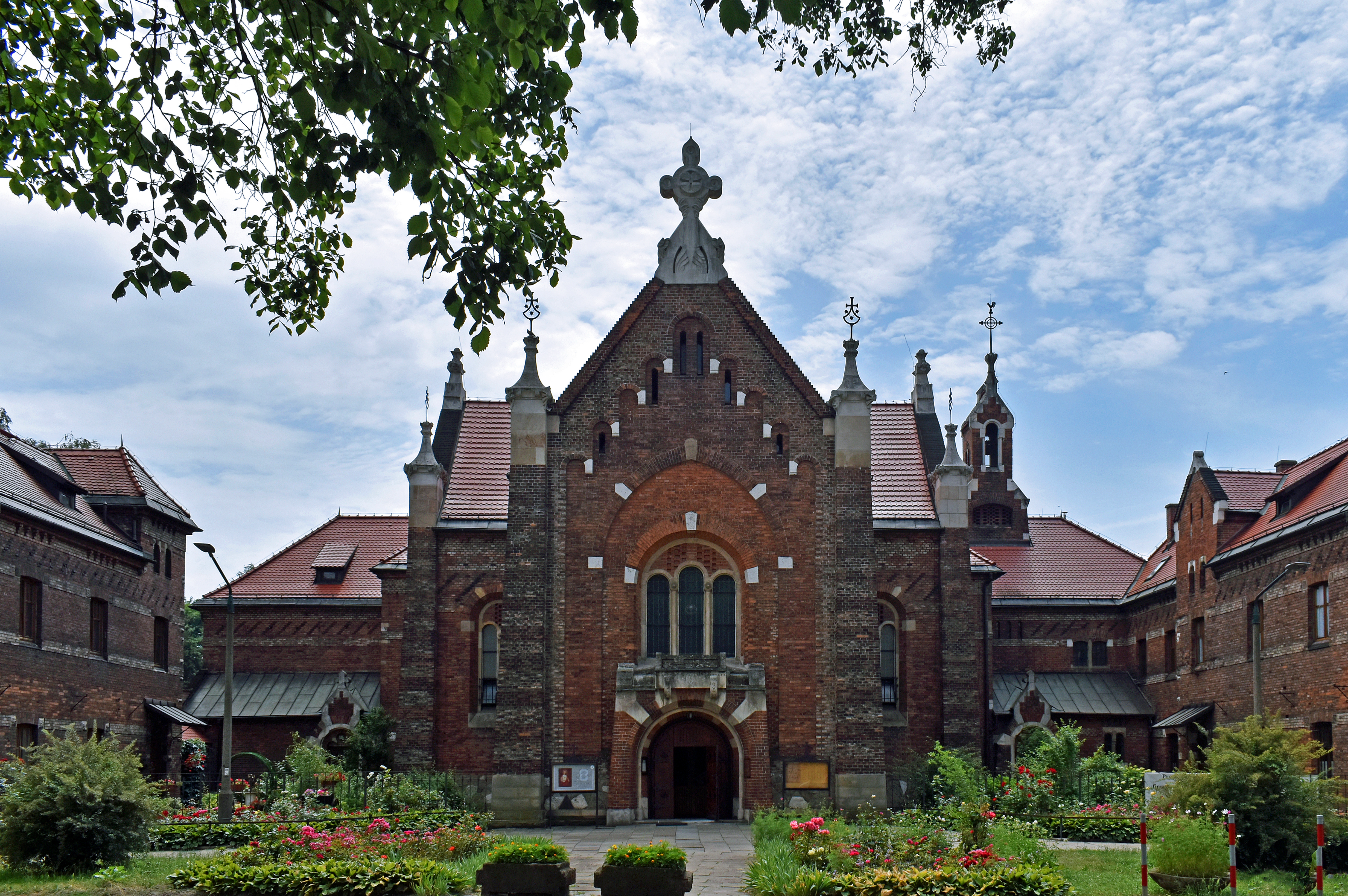
ul. Łobzowska 40 Kościół Opieki św. Józefa
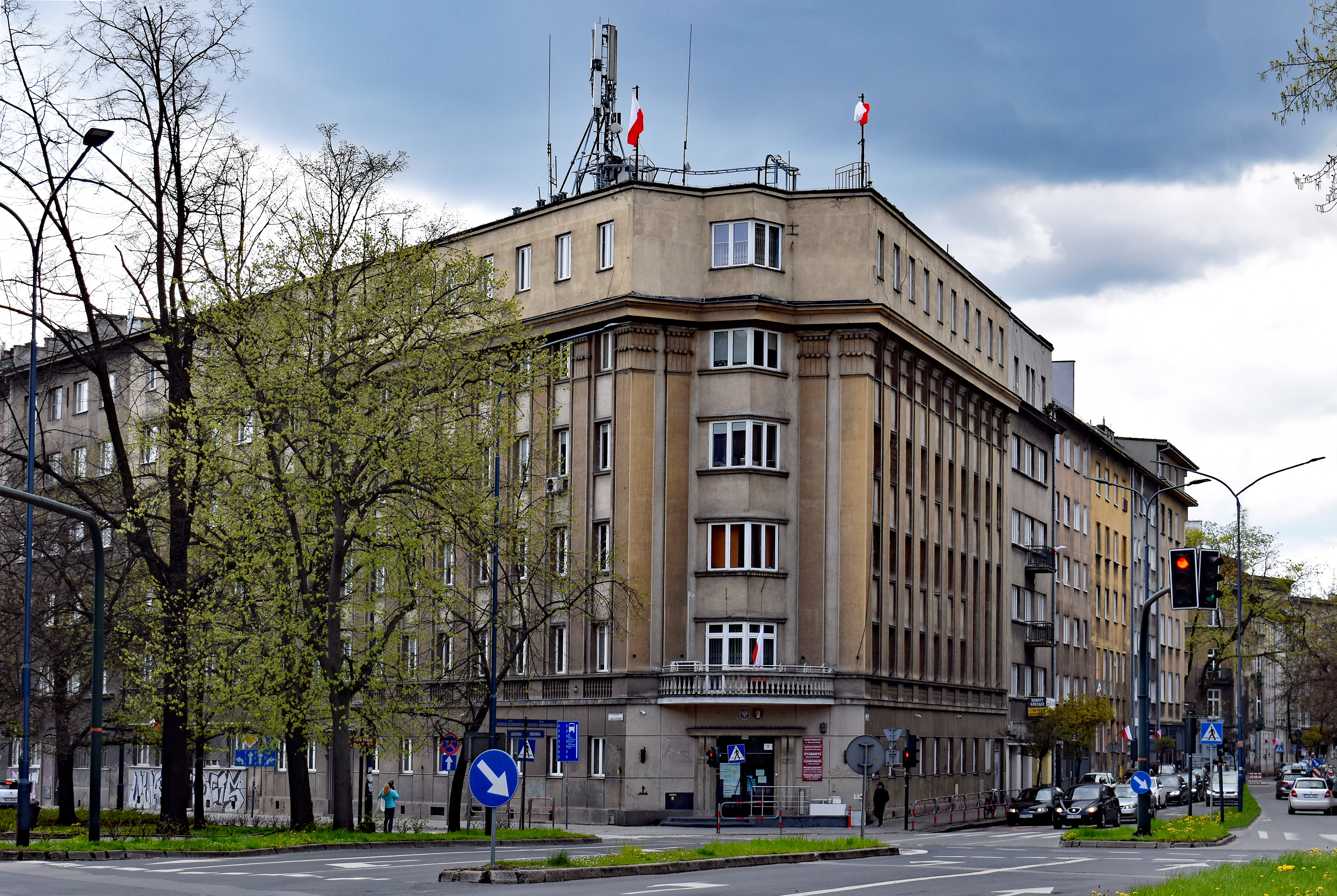
ul. Łobzowska 44 Starostwo powiatowe
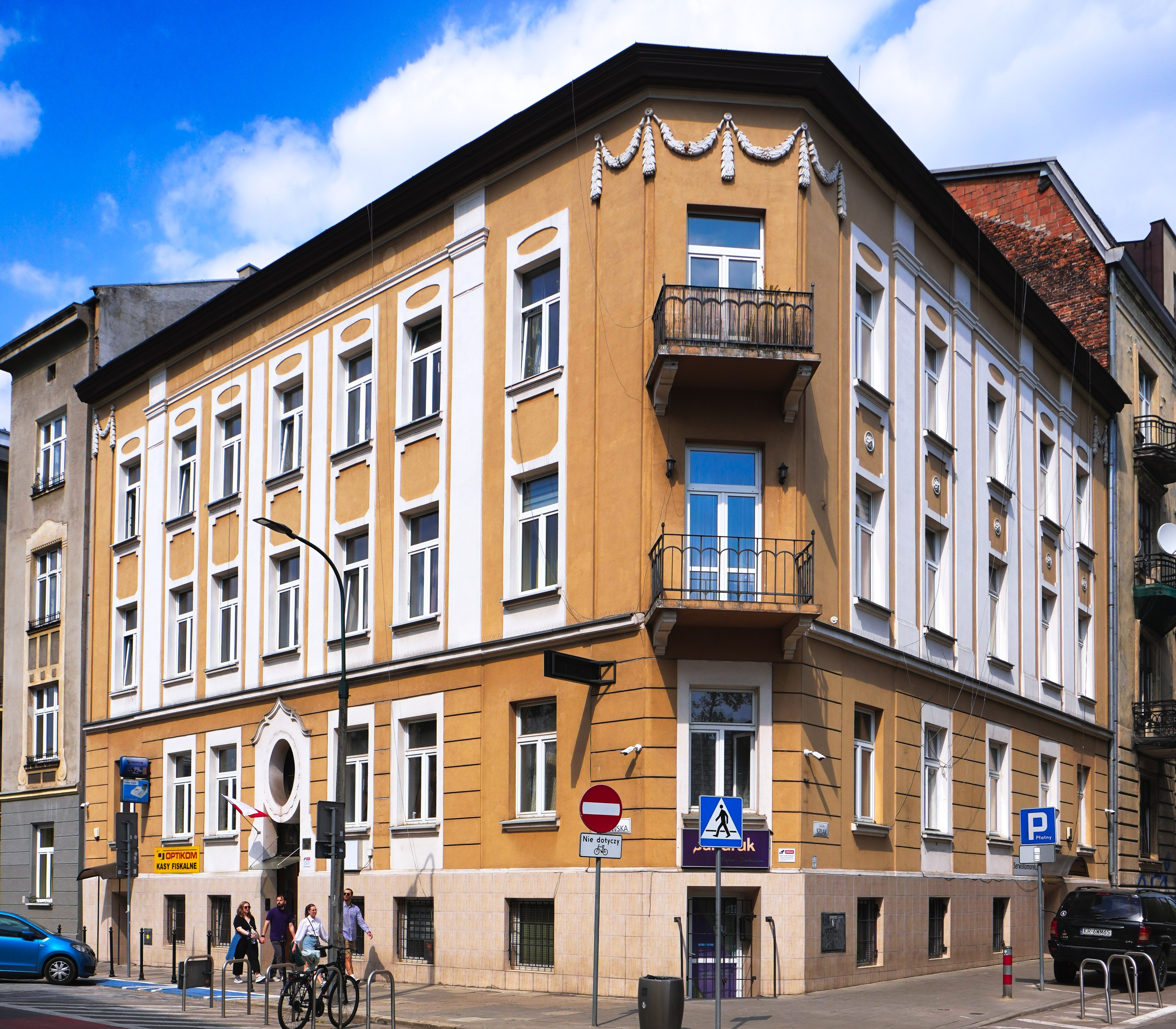
ul. Łobzowska 45 (ul. Szlak 2) Kamienica (ok. 1914)
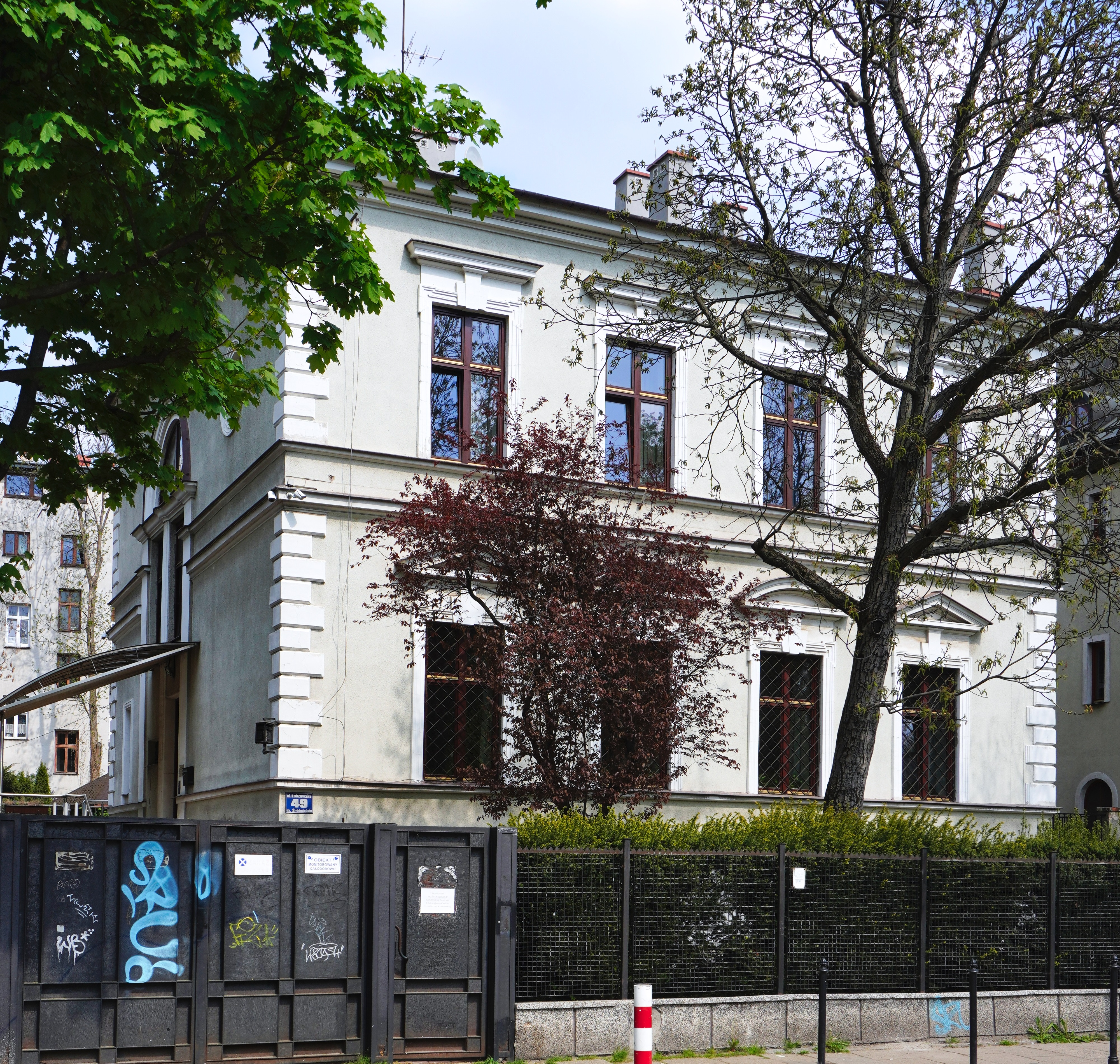
ul. Łobzowska 49 Willa, obecnie dom Instytutu Córek Pani Naszej z Góry Kalwarii (ok. 1880)
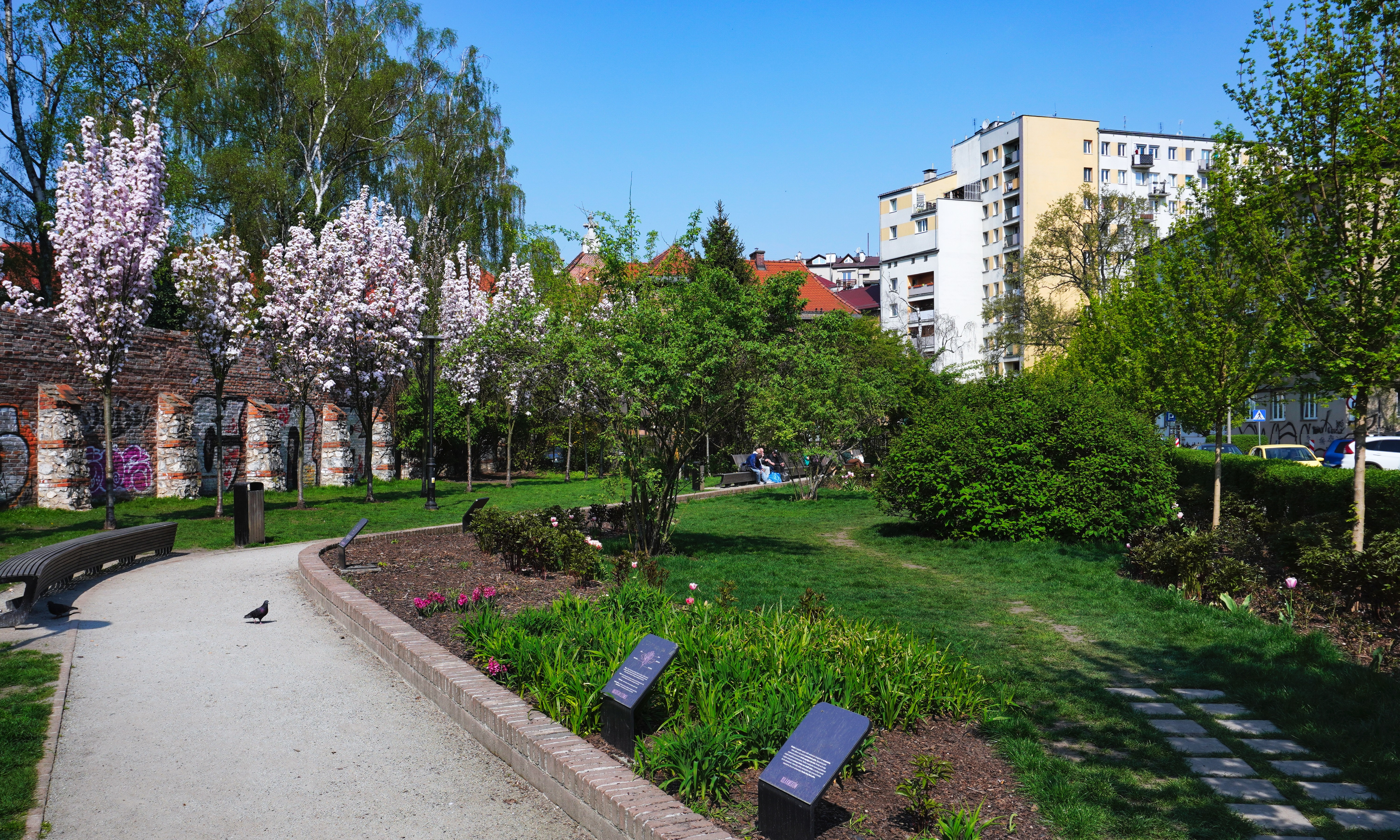
Park Kieszonkowy – Ogród Kwietny, Skwer Janiny Paradowskiej